# Ashland (Virginia)

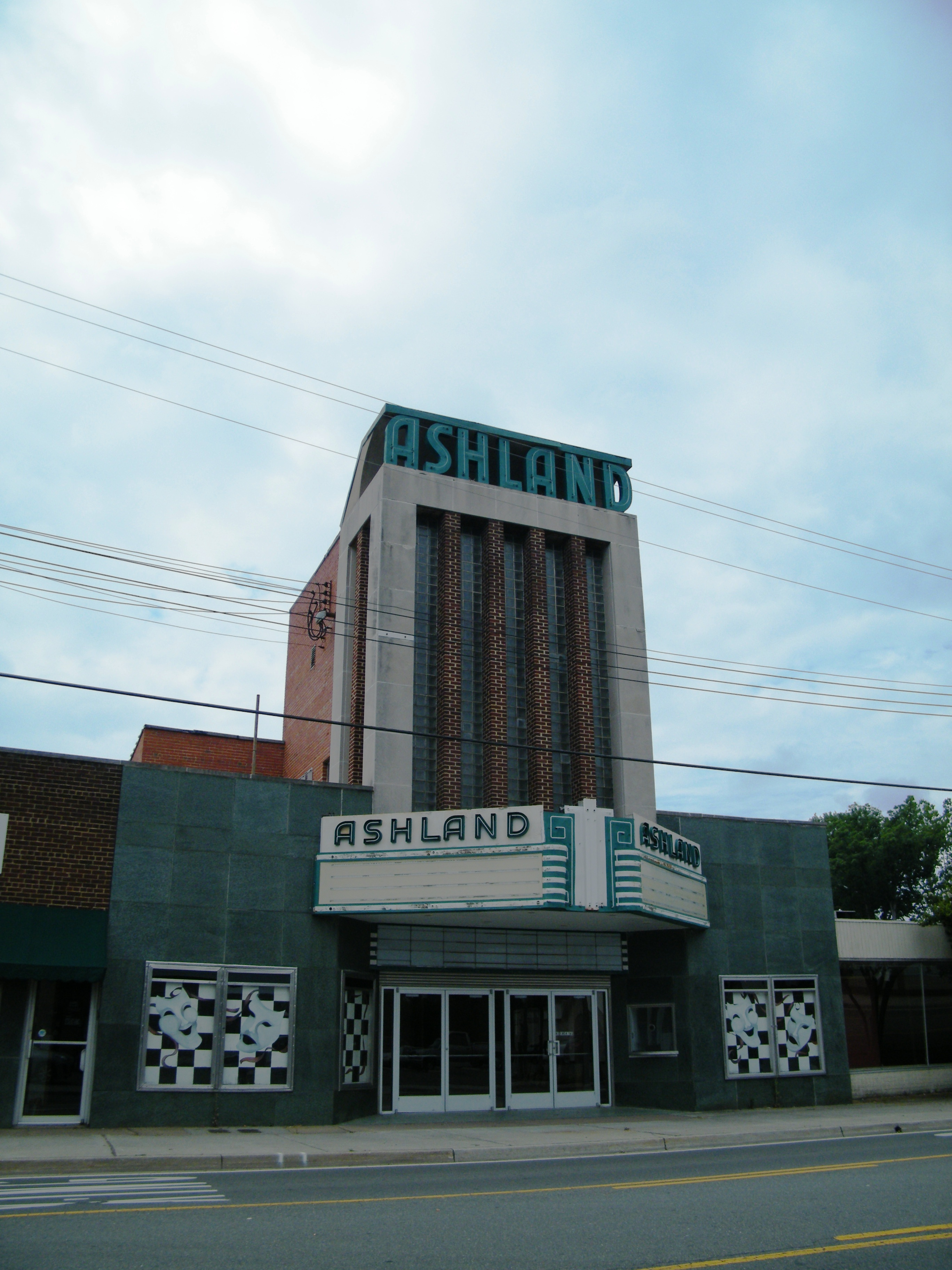
Ashland Theater

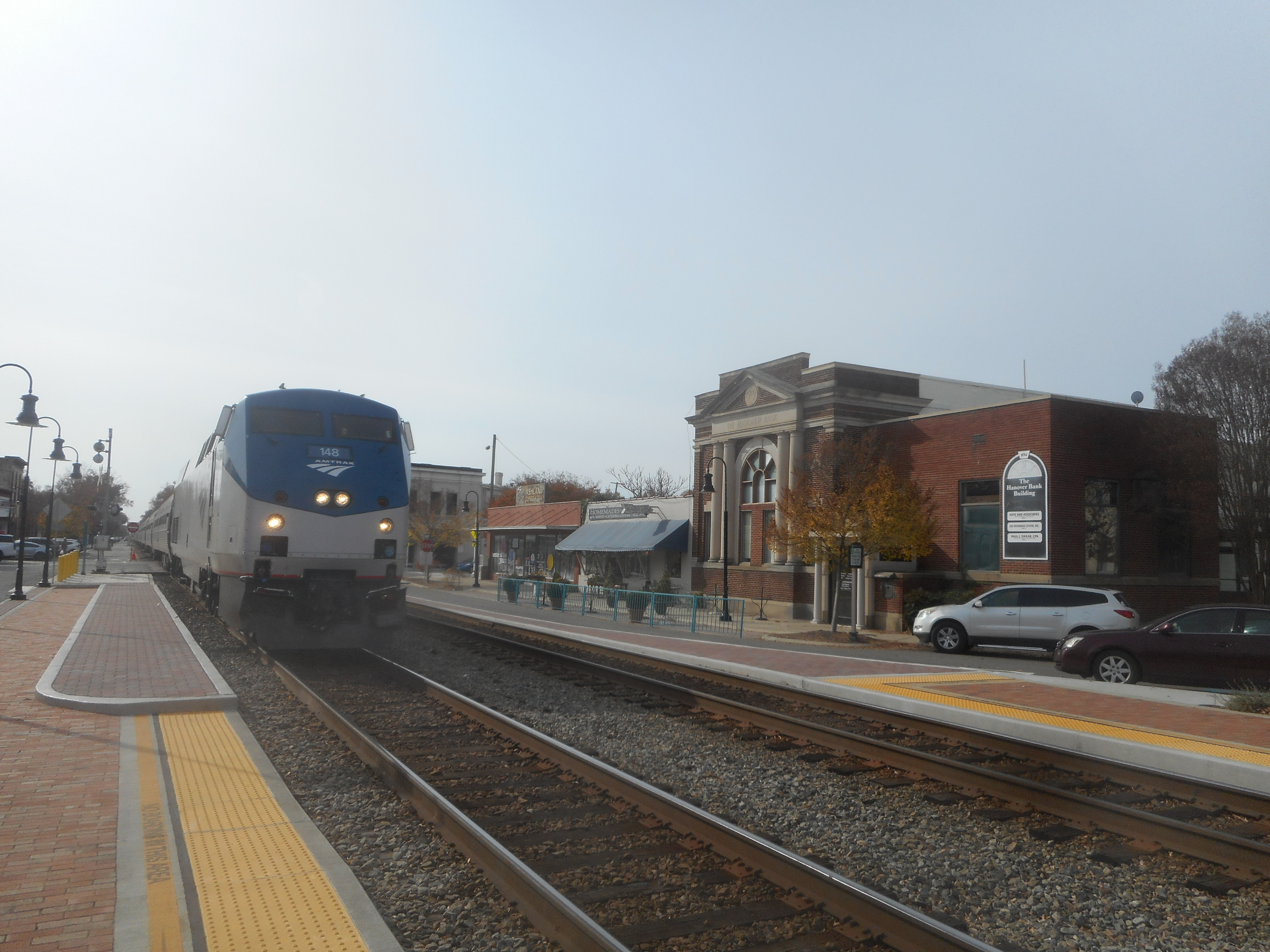
2009: Trein van Northeast Regional stopt op straat. Rechts een historisch voormalig station.

Ashland is een plaats (town) middenin Hanover County in de Amerikaanse staat Virginia, enkele kilometers ten noorden van de staatshoofdstad Richmond. De plaats is na 1840 opgezet als resort en ontwikkelde zich in enkele jaren tot woonplaats. In de 21e eeuw steeg het bewonersaantal tot boven de zevenduizend.

## Demografie
Bij de volkstelling in 2000 werd het aantal inwoners vastgesteld op 6619. In 2006 is het aantal inwoners door het United States Census Bureau geschat op 7052, een stijging van 433 (6,5%). In 2010 woonden er 7.225 mensen en in 2020 waren dat er 7.565. Tussen 2010 en 2021 is het aantal kinderen onder de vijf afgenomen met 18%, terwijl de 65-plussers een toename kenden van 47%.
64,2% van de bevolking identificeert zich als wit, 21,6% als zwart of van Afrikaanse herkomst en 13,5% als latino of hispanic; deze categorieën overlappen deels.
Met een gemiddelde reistijd naar het werk van 23 minuten vinden de bewoners overwegend emplooi in de directe omgeving. De grootste groep, 42%, forensde in 2019 over 16 tot 40 kilometer, vooral in zuidelijke richtingen, waar de agglomeratie Richmond ligt.

## Geografie
Volgens het United States Census Bureau beslaat de plaats een oppervlakte van 18,7 km², waarvan 18,6 km² land en 0,1 km² water. Ashland ligt op ongeveer 67 meter boven zeeniveau.

### Plaatsen in de nabije omgeving
De figuur onderaan toont nabijgelegen plaatsen in een straal van 20 kilometer. Richmond wordt niet getoond, hoewel het noorden van de agglomeratie minder dan tien kilometer van de zuidkant van Ashland ligt. De plaatsen in de omgeving behoren alle tot deze agglomeratie: Glen Allen (11 km van Ashland); Laurel en Wyndham (beide 14 km), Chamberlayne (15 km); Dumbarton, Lakeside, Short Pump (17 km); Mechanicsville (19 km) en Tuckahoe (20 km).

## Geschiedenis
Ashland is kort voor 1850 opgericht door de Richmond, Fredericksburg and Potomac Railroad als resort voor zijn reizigers, die gelokt werden met minerale baden en een drafbaan. Op 19 februari 1858 werd het een incorporated town, vergelijkbaar met een gemeente.
Aan de zuidkant van Ashland lag een toen al verlaten herberg, die in de Amerikaanse Burgeroorlog zijn naam gaf aan de Slag bij Yellow Tavern. Behoudens een gedenkbord en een monument voor de verslagen J.E.B. Stuart is daar niets meer van te vinden. In de oorlog werd Ashland verwoest, maar de spoorlijn bleef bruikbaar, wat voor het Randolph Macon College reden was om in 1868 naar Ashland te verhuizen, zodat de plaats naast een toeristische bestemming ook een collegestad werd en bleef. Ook de aanleg van U.S. Route 1 door het oosten van de stad en later de Interstate 95 (aan de oostrand, parallel aan Route 1) bepaalden het karakter van de stad. Tussen deze wegen vestigden zich winkelvoorzieningen en vrij kleinschalige bedrijvigheid.

## Trein
De reizigerstreinen worden geëxploiteerd door Amtrak en hier passeert ook de enige trein in Amerika waar reizigers anno 2023 hun auto mee kunnen nemen. Het spoor verbindt de stad met Richmond, Newport News en Norfolk in Virginia en ook met Washington D.C. en verder naar het noorden via de Northeast Corridor.
Tijdens de coronacrisis werd het station opnieuw aangelegd. De perrons werden rolstoeltoegankelijk en er kwamen mobiele bruggen voor het in- en uitstappen van invaliden.
Ashland staat bekend om de goederen- en reizigerstreinen die er over het dubbelspoor op straat rijden. Dit wordt soms aangeduid als street running train. Jaarlijks is op de laatste zaterdag van april de Ashland Train Day met allerlei activiteiten, maar geen extra treinen.
Het is vrij gebruikelijk dat stoppende treinen een overweg blokkeren. Ook twee treinen tegelijk naast elkaar in dezelfde richting is niet abnormaal. Op schooltijden staat er een verkeersregelaar bij de overweg bij het station, zodat de vele schoolbussen niet hoeven te stoppen. Anders is het namelijk verplicht te stoppen en de deuren te openen om te zien en horen of er een trein nadert.

## Regio
Ten zuiden  van Ashland liggen de volgende plaatsen: 
- Chamberlayne (15 km), 4380 inw.
- Dumbarton (17 km), 6674 inw.
- Glen Allen (11 km), 12562 inw.
- Lakeside (17 km), 11157 inw.
- Laurel (14 km), 14875 inw.
- Mechanicsville (19 km), 30464 inw.
- Short Pump (17 km), 182 inw.
- Tuckahoe (20 km), 43242 inw.
- Wyndham (14 km), 6176 inw.